# Diócesis de Périgueux
La diócesis de Périgueux (en latín: Dioecesis Petrocoricensis y en francés: Diocèse de Périgueux) es una circunscripción eclesiástica de la Iglesia católica en Francia. Se trata de una diócesis latina, sufragánea de la arquidiócesis de Burdeos. Desde el 18 de junio de 2014 su obispo es Philippe Mousset, quien además lleva el título de obispo de Sarlat (en latín: Sarlatensis).

## Territorio y organización

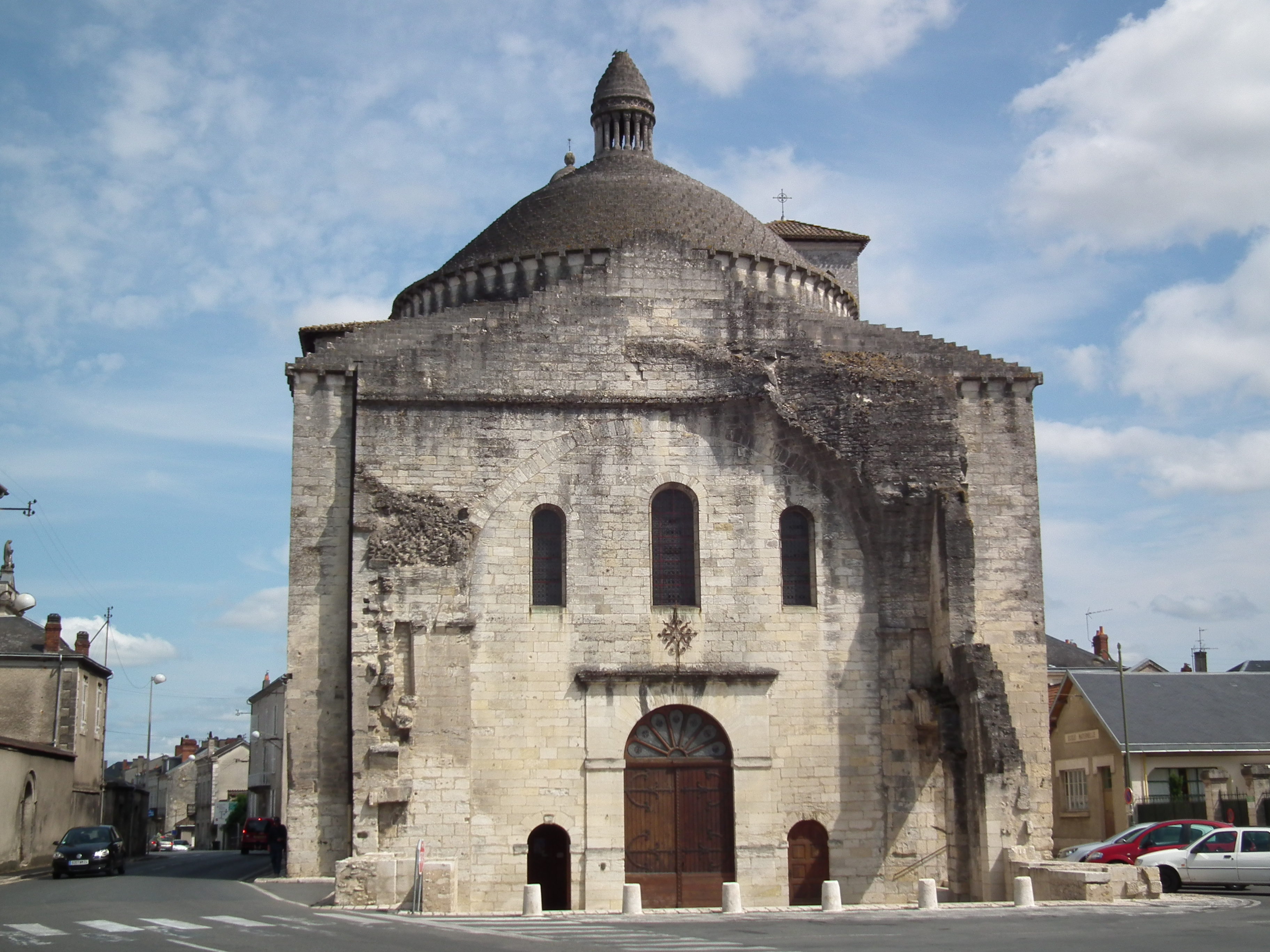
Excatedral de San Esteban de la Ciudad, en Périgueux

La diócesis tiene 9060 km² y extiende su jurisdicción sobre los fieles católicos de rito latino residentes en el departamento de Dordoña en la región de Nueva Aquitania.

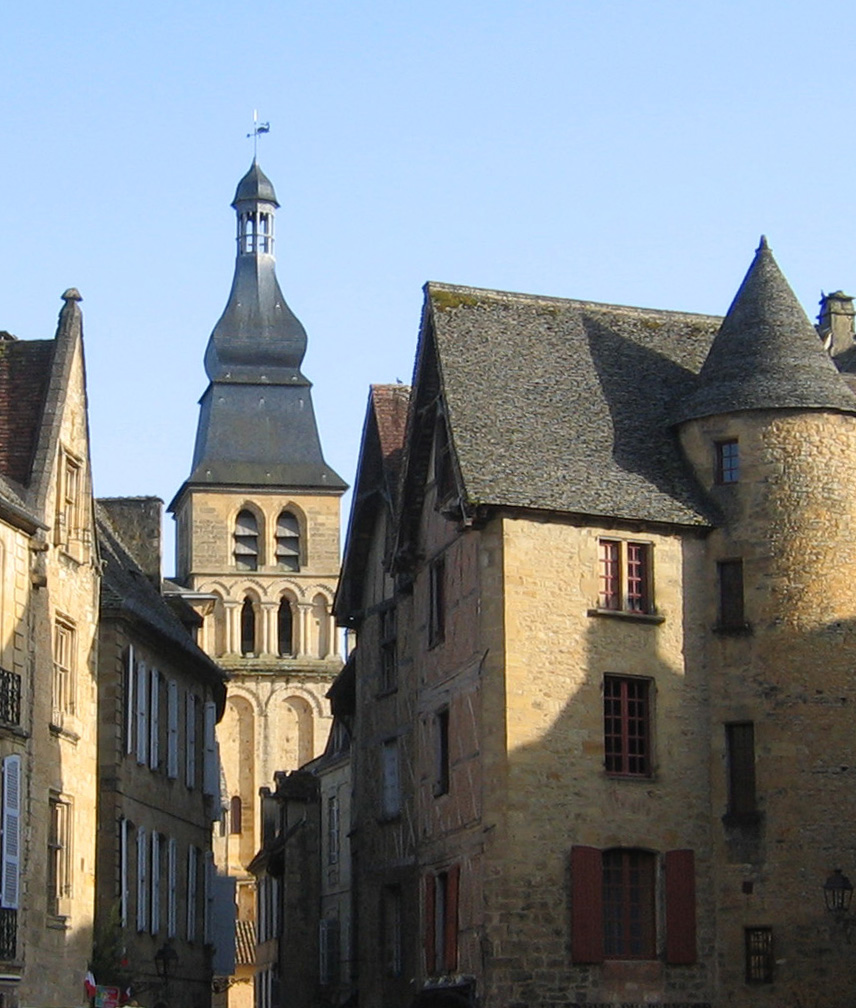
Excatedral de San Sacerdote, en Sarlat-la-Canéda

La sede de la diócesis se encuentra en la ciudad de Périgueux, en donde se halla la Catedral de San Frontón y la excatedral de San Esteban de la Ciudad. En Sarlat-la-Canéda se encuentra la excatedral de San Sacerdote.
En 2021 en la diócesis existían 26 parroquias.

## Historia
La diócesis está atestiguada desde el siglo IV, como sufragánea de la arquidiócesis de Burdeos, sede metropolitana de la provincia romana de Aquitania segunda. La tradición considera a san Frontón como el primer obispo de Périgueux, aunque algunas biografías de los siglos X y XIII han identificado una identidad con un santo egipcio del mismo nombre procedente de Nitria. El primer obispo del que hay evidencia histórica es Paterno, que gobernó la diócesis después de mediados del siglo IV y que fue depuesto alrededor del año 360 como partidario del arrianismo.
En el siglo IX la ciudad fue atacada por los normandos y en este período se interrumpió el catálogo de obispos, aunque tradicionalmente se mencionaban obispos de dudosa existencia. Ciertamente, la diócesis se recuperó a finales del siglo X con el obispo Frotario, que fundó un monasterio en honor de san Frontón en Puy-Saint-Front. El 13 de agosto de 1317 cedió una parte de su territorio para la erección de la diócesis de Sarlat.
Durante las guerras religiosas del siglo XVI, Périgueux fue conquistada por los calvinistas en 1575 y permaneció en sus manos hasta 1581. En este contexto, muchos monumentos católicos fueron destruidos, la catedral de Saint-Étienne-de-la-Cité resultó dañada (1577) y las reliquias de san Frontón fueron arrojadas en la Dordoña. En 1624 el obispo François de La Béraudière estableció el seminario diocesano. En 1669 la catedral fue trasladada de la antigua iglesia de San Esteban a la iglesia de San Frontón.
Tras el concordato del 29 de noviembre de 1801 con la bula Qui Christi Domini del papa Pío VII la diócesis fue suprimida y su territorio incorporado a la diócesis de Angulema. En junio de 1817 se estipuló un nuevo concordato entre la Santa Sede y el gobierno francés, al que siguió el 27 de julio la bula Commissa divinitus, con la que el papa restauró la sede de Périgueux. También se nombró un nuevo obispo, Alexandre de Lostanges-Saint-Alvère. Sin embargo, dado que el concordato no entró en vigor al no ser ratificado por el Parlamento de París, la erección de la diócesis y el nombramiento del obispo no surtieron ningún efecto.
La diócesis fue restablecida definitivamente el 6 de octubre de 1822 con la bula Paternae charitatis del papa Pío VII, derivando el territorio de la diócesis de Angulema. El 17 de junio de 1854, los obispos de Périgueux obtuvieron el derecho de añadir a su título el de la suprimida diócesis de Sarlat, cuya sede está incluida en los límites diocesanos.

## Estadísticas
Según el Anuario Pontificio 2022 la diócesis tenía a fines de 2021 un total de 366 500 fieles bautizados.
| Año                                                                             | Población            | Población | Población      | Sacerdotes | Sacerdotes    | Sacerdotes    | Bautizados por sacerdote | Diáconos permanentes | Religiosos | Religiosos | Parroquias |
| Año                                                                             | Bautizados católicos | Total     | % de católicos | Total      | Clero secular | Clero regular | Bautizados por sacerdote | Diáconos permanentes | Varones    | Mujeres    | Parroquias |
| ------------------------------------------------------------------------------- | -------------------- | --------- | -------------- | ---------- | ------------- | ------------- | ------------------------ | -------------------- | ---------- | ---------- | ---------- |
| 1950                                                                            | 381 000              | 386 000   | 98.7           | 359        | 334           | 25            | 1061                     |                      | 40         |            | 536        |
| 1969                                                                            | 360 000              | 374 073   | 96.2           | 255        | 229           | 26            | 1411                     |                      | 28         | 520        | 126        |
| 1980                                                                            | 367 000              | 374 000   | 98.1           | 222        | 180           | 42            | 1653                     | 1                    | 74         | 420        | 538        |
| 1990                                                                            | 387 000              | 395 000   | 98.0           | 172        | 146           | 26            | 2250                     | 4                    | 64         | 332        | 538        |
| 1999                                                                            | 303 000              | 394 000   | 76.9           | 148        | 130           | 18            | 2047                     | 7                    | 52         | 275        | 30         |
| 2000                                                                            | 304 000              | 396 000   | 76.8           | 148        | 133           | 15            | 2054                     | 9                    | 49         | 270        | 30         |
| 2001                                                                            | 305 000              | 396 000   | 77.0           | 147        | 130           | 17            | 2074                     | 9                    | 53         | 240        | 30         |
| 2002                                                                            | 280 000              | 390 000   | 71.8           | 139        | 123           | 16            | 2014                     | 9                    | 52         | 220        | 30         |
| 2003                                                                            | 290 000              | 390 000   | 74.4           | 137        | 122           | 15            | 2116                     | 9                    | 55         | 191        | 30         |
| 2004                                                                            | 290 000              | 390 000   | 74.4           | 117        | 101           | 16            | 2478                     | 11                   | 42         | 214        | 30         |
| 2013                                                                            | 355 900              | 412 082   | 86.4           | 91         | 77            | 14            | 3910                     | 9                    | 44         | 140        | 28         |
| 2016                                                                            | 367 538              | 429 579   | 85.6           | 73         | 61            | 12            | 5034                     | 10                   | 31         | 108        | 28         |
| 2019                                                                            | 370 000              | 432 580   | 85.5           | 73         | 59            | 14            | 5068                     | 13                   | 40         | 104        | 26         |
| 2021                                                                            | 366 500              | 419 600   | 87.3           | 64         | 52            | 12            | 5726                     | 13                   | 33         | 78         | 26         |
| Fuente: Catholic-Hierarchy, que a su vez toma los datos del Anuario Pontificio. |                      |           |                |            |               |               |                          |                      |            |            |            |

## Episcopologio
- San Frontón †
- Aniano †[nota 1]
- Paterno † (antes de 356-circa 360 depuesto)[nota 2]
- Pegasio † (primera mitad del siglo V)[nota 3]
- Cronopio † (antes de 506-después de 533)
- Sabaudo † (mencionado en 540/542 circa)
- Carterio † (antes de 582-después de 585)
- Saffario † (mencionado en 590)
- Aggo † (mencionado en 614)[nota 4]
- Austerio † (mencionado en 630)
- Ermenomario † (mencionado en 673/675)[nota 5]
- Bertrando †
- Raimondo I †
- Ainardo †
- Sebaldo †[nota 6]
- Frotario (o Fraterno) † (antes de 976-8 de diciembre de 991 falleció)
- Martin de La Marche et de Périgord † (992-1000 falleció)
- Rodolphe de Coué † (1000-1003 falleció)
- Arnaud de Vitabre † (antes de 1009-1036 o 1037 falleció)
- Géraud de Gourdon † (circa 1037-21 de marzo de 1059 falleció)
- Guillaume de Montberon † (1060-febrerio de 1081 falleció)
- Renaud de Tivier † (1081-noviembre de 1099 falleció)
- Raimond II † (1100-1101)
- Guillaume d'Auberoche † (1102-circa 1129 falleció)
- Guillaume de Nanclars † (1130-29 de diciembre de 1138 falleció)
- Geoffroi de Cauze † (1138-1142)
- Pierre I † (1142-1147)
- Raimond de Mareuil † (1148-1158 nombrado arzobispo de Burdeos)
- Jean d'Assida † (1160-3 de mayo de 1169 falleció)
- Pierre Minet † (1169-11 de abril de 1182 falleció)
- Raimond de Pons † (1182 o 1183-?)
- Adhémar de La Torre † (1185-1197 renunció)
- Raimond de Châteauneuf † (1197-1210 depuesto)
- Raoul de Lastours de Laron † (circa 1210-?)
- Raimond de Pons † (antes de 1220-dopo de octubre de 1232 renunció)
- Pierre de Saint-Astier † (después del 27 de julio de 1233-antes del 18 de noviembre de 1267 renunció)
- Elie Pilet † (19 de abril de 1268-10 de mayo de 1279 nombrado patriarca de Jerusalén)
- Raimond d'Auberoche † (7 de junio de 1279-después de 1294)
- Audouin † (1297-circa 1312 falleció)
- Raimond VII † (28 de enero de 1314-1341 falleció)
- Guillaume Audibert † (1 de octubre de 1341-1347 falleció)
  - Adhémar II † (8 de junio de 1347-1347 falleció) (obispo electo)
- Arnaud de Villemur, C.R.S.A. † (15 de octubre de 1347-13 de febrero de 1348 nombrado obispo de Pamiers)
- Guillaume de la Garde † (13 de febrero de 1348-27 de julio de 1349 nombrado arzobispo de Braga)
- Pierre Pin † (27 de julio de 1349-18 de noviembre de 1350 nombrado arzobispo de Benevento)
- Obediencia romana:
  - Pierre †
  - Adhémar †
  - Guillaume Lefèvre (Fabri), O.F.M. † (3 de enero de 1401-?)[nota 7]
- obediencia aviñonesa:
  - Elie Servient † (24 de octubre de 1384-después de 1385 falleció)
  - Pierre de Durfort, O.P. † (22 de marzo de 1387-después de 1400 falleció)
  - Raimond de Castalnau-Bretonoux † (24 de enero de 1404-28 de junio de 1413 nombrado obispo de Lombez)
  - Etienne, O.P. † (6 de diciembre de 1415-?)
- Bérenger d'Arpajon[nota 8] † (14 de marzo de 1414-circa 1436 falleció)
- Hélie de Bourdeilles, O.F.M.Conv. † (18 de noviembre de 1437-16 de mayo de 1468 nombrado arzobispo de Tours)
- Raoul du Fou † (8 de junio de 1468-6 de julio de 1470 nombrado obispo de Angulema)
- Geoffroi de Pompadour † (6 de julio de 1470-15 de marzo de 1486 nombrado obispo de Le Puy-en-Velay)
- Gabriel du Mas † (15 de marzo de 1486-1500 falleció)
- Geoffroi de Pompadour † (20 de julio de 1500-1511 falleció) (por segunda vez)
- Gui de Castelnau-Bretenoux † (3 de diciembre de 1511-1522 renunció)
- Jacques de Castelnau-Bretenoux † (22 de diciembre de 1522-10 de agosto de 1524 falleció)
- Jean de Plas † (23 de abril de 1525-4 de agosto de 1531 nombrado obispo de Bazas)
- Foucaud de Bonneval † (4 de agosto de 1531-1540 falleció)
  - Claude de Longwy de Givry † (27 de agosto de 1540-27 de agosto de 1541 renunció) (administrador apostólico)
  - Agostino Trivulzio † (27 de agosto de 1541-30 de marzo de 1548 falleció) (administrador apostólico)
- Jean de Lustrac † (17 de agosto de 1548-18 de julio de 1550 falleció)
- Geoffroi de Pompadour † (20 de octubre de 1550-1552 falleció)
- Gui Bouchard d'Aubeterre † (30 de abril de 1554-1560 falleció)
- Pierre Fournier † (31 de enero de 1561-14 de julio de 1575 falleció)
- François de Bourdeille † (19 de noviembre de 1576-1600 renunció)
- Jean Martin † (15 o 24 de mayo de 1600-5 de enero de 1612 falleció)
- François de La Béraudière † (17 de febrero de 1614-14 de mayo de 1646 falleció)
  - Jean d'Estrades † (julio de 1646-10 de febrero de 1648 nombrado obispo de Condom) (obispo electo)
- Philibert de Brandon † (28 de septiembre de 1648-1652 falleció)
- Cyr de Villers-la-Faye † (21 de julio de 1653-4 de mayo de 1665 falleció)
- Guillaume le Boux † (15 de diciembre de 1666-4 de agosto de 1693 falleció)
- Daniel de Francheville † (9 de noviembre de 1693-26 de mayo de 1702 falleció)
- Pierre Clément † (25 de septiembre de 1702-8 de enero de 1719 falleció)
  - Sede vacante (1719-1721)
- Michel d'Argouges † (16 de junio de 1721-13 de noviembre de 1731 falleció)
- Jean-Chrétien de Macheco de Prémeaux † (31 de marzo de 1732-28 de noviembre de 1771 falleció)
- Gabriel-Louis de Rougé † (30 de marzo de 1772-noviembre 1772 falleció)
- Emmanuel-Louis de Grossoles de Flamarens † (14 de junio de 1773-junio 1815 falleció)[nota 9]
  - Sede suprimida (1801-1822)
- Alexandre-Charles-Louis-Rose de Lostanges-Saint-Alvère † (1 de octubre de 1817-11 de agosto de 1835 falleció)[nota 10]
- Thomas-Marie-Joseph Gousset † (1 de febrero de 1836-13 de julio de 1840 nombrado arzobispo de Reims)
- Jean-Baptiste-Amédée Georges-Massonnais † (14 de diciembre de 1840-20 de diciembre de 1860 falleció)
- Charles-Théodore Baudry † (18 de marzo de 1861-28 de marzo de 1863 falleció)
- Nicolas-Joseph Dabert † (28 de septiembre de 1863-28 de febrero de 1901 falleció)
- François-Marie-Joseph Delamaire † (18 de abril de 1901-3 de septiembre de 1906 renunció[nota 11])
- Henri-Louis-Prosper Bougoin † (12 de septiembre de 1906-1 de enero de 1915 falleció)
- Maurice-Louis-Marie Rivière † (1 de junio de 1915-9 de julio de 1920 nombrado arzobispo de Aix)
- Christophe-Louis Légasse † (13 de agosto de 1920-30 de julio de 1931 falleció)
- Georges-Auguste Louis † (16 de agosto de 1932-3 de agosto de 1965 renunció[nota 12])
- Jacques-Julien-Émile Patria † (3 de agosto de 1965-15 de octubre de 1988 renunció)
- Gaston Élie Poulain, P.S.S. † (15 de octubre de 1988 por sucesión-5 de marzo de 2004 retirado)
- Michel Pierre Marie Mouïsse (5 de marzo de 2004-18 de junio de 2014 retirado)
- Philippe Mousset, desde el 18 de junio de 2014